# Ženski pevski zbor Dupljanke
Ženski pevski zbor Dupljanke je zbor iz vasi Duplje v Občini Naklo. Začetki njihovega delovanja segajo v leto 1992, ko je domačinka Zdravka Klančnik, po izobrazbi vzgojiteljica, imela idejo o skupnem druženju in prepevanju. Kmalu se ji je pridružilo nekaj pevk in skupaj so ustanovile pevski zbor, ki so mu nadele ime Dupljanke, saj so bile vse domačinke. Leta 1996 je bilo v zboru že 28 pevk. Po petih letih delovanja, je vodenje zbora prevzela takrat še najstnica Katja Klančnik (sedaj Katja Klančnik Jelenc), hčer dotedanje zborovodje Zdravke Klančnik. Zbor je vsako leto gradil na kakovosti in tako so se začele pridruževati tudi nove članice. Sprejemale so tudi tiste, ki niso bile domačinke. Prihajale so iz okoliških krajev (Naklo, Bistrica pri Tržiču, Tržič …). Nastopale so na vsakoletni občinski reviji pevskih zborov in na lokalnih prireditvah. Ambicije so postale vse višje in kmalu so se začele udeleževati regionalnih pevskih revij, nato pa tudi tekmovanj doma in v tujini. Leta 2001 so izdale svoj CD z naslovom Pa se sliš' od Sv. Vida zvon.
Leta 2022 so praznovale 30. obletnico delovanja. Ker je bilo to ravno leto po težki preizkušnji, ki je doletela svet, so koncert ob jubileju izvedle leta 2023 v avli Osnovne šole Naklo.

### Nagrade
- Bronasta plaketa Občine Naklo za promocijo kulturnega delovanja v občini in izven nje.[4]

- 2007 Bronasta plaketa na festivalu Naša pesem v Škofji Loki

- 2009 Zlato priznanje: Regijsko tekmovanje pevskih zborov

- 2010 Srebrno priznanje: festival Naša pesem v Mariboru

- 2011 Praga Cantat, zlato priznanje v kategoriji Ženski zbori.

- 2013 Srebrna plaketa Občine Naklo za promocijo kulturnega delovanja v občini in izven nje.

- 2014 Slovakia cantat, zlato priznanje [5]

- 2023 Zlato priznanje, Regijsko tekmovanje odraslih pevskih zasedb v Škofji Loki

### Prireditve
Vsako leto prirejajo tradicionalni božični koncert v cerkvi sv. Vida v Spodnjih Dupljah. Na 26. decembra tako združijo moči z moškim zborom KUD Triglav Duplje za večer lepih božičnih pesmi. 
Udeležujejo se občinskih revij pevskih zborov, ki jo vsako leto priredi ena od vasi v Občini Naklo. Tudi Dupljanke pridejo na vrsto za organizacijo. Takrat se revija odvija v dvorani Gasilskega doma Duplje. 
Redne gostje so tudi na območni reviji pevskih zborov, ki se odvija v Cerkljah na Gorenjskem, leta 2023 pa so jo prestavili v Sokolski dom v Škofjo Loko.
Novembra 2023 so se po dolgem času prijavile na pevsko tekmovanje, in sicer na regijsko tekmovanje odraslih pevskih zasedb 2023 v Škofji Loki. Osvojile so zlato priznanje. 
S koncertom vedno proslavijo svoje okrogle obletnice delovanja. Takrat dogodek priredijo v avli OŠ Naklo, ker je prostorsko najbolj primerna, saj jih ljudje radi pridejo poslušat.